# توم هيو
توم هيو (بالإنجليزية: Tom Vaughan)‏ هو مخرج بريطاني، ولد في 5 سبتمبر 1969 في غلاسكو في المملكة المتحدة.

## وصلات خارجية
- توم هيو على موقع IMDb (الإنجليزية)
- توم هيو على موقع ألو سيني (الفرنسية)
- توم هيو على موقع أول موفي (الإنجليزية)
- توم هيو على موقع بوكس أوفيس موجو (الإنجليزية)
- توم هيو على موقع قاعدة بيانات الأفلام السويدية (السويدية)
- توم هيو على موقع قاعدة بيانات الفيلم (الإنجليزية)
- توم هيو على موقع كينوبويسك (الروسية)